# Луис Абинадер
Луис Родолфо Абинадер Корона (шп. Luis Rodolfo Abinader Corona, Санто Доминго, 12. јул 1967) доминикански је економиста, предузетник, политичар и тренутни, 54. председник Доминиканске Републике од 16. августа 2020. године. Био је кандидат Модерне револуционарне странке за председника Доминиканске Републике на општим изборима 2016. и 2020. године.
Почетком 2021. године најавио је изградњу ограде дуж 376 километара дуге границе Доминиканске Републике и Хаитија ради сузбијања неовлашћених миграција и илегалне трговине.